# Spoorlijn Bingen - Mainz
De spoorlijn Bingen - Mainz, onderdeel van de Linker Rheinstrecke, is een Duitse spoorlijn tussen Bingen en Mainz en als spoorlijn 3510 onder beheer van DB Netze.
Parallel aan dit traject loopt aan de andere oever van de Rijn de spoorlijn Wiesbaden Ost - Niederlahnstein.

## Geschiedenis

### Hessische Ludwigsbahn
Het traject tussen Bingen en Mainz werd samen met de spoorlijn Bingen - Saarbrücken door de Hessische Ludwigsbahn (HLb) op 17 oktober 1859 geopend.

### Bruggen
Tussen de spoorlijn Bingen - Mainz en de spoorlijn Wiesbaden Ost - Niederlahnstein zijn op twee plaatsen bruggen gebouwd om een verbinding te vormen tussen beide lijnen.
- De Hindenburgbrücke in de spoorlijn Rüdesheim - aansluiting Sarmsheim werd in 1913-1915 gebouwd en in 1918 vernoemd naar Generalfeldmarschall en latere Reichspräsidenten Paul von Hindenburg en ligt tussen Rüdesheim am Rhein en Bingen am Rhein.
- De Kaiserbrücke in de spoorlijn Mainz-Mombach - Mainz-Bischofsheim werd tussen 1901 en 1904 gebouwd ligt tussen Wiesbaden en Mainz.

## Treindiensten

### Deutsche Bahn
De Deutsche Bahn verzorgt het personenvervoer op dit traject met RE en tot 14 december 2008 met RB treinen. Deze treindienst wordt uitgevoerd door DB Regio NRW. Trans regio rijdt vanaf 5 juli 2008 tijdens weekenden op het traject van de Linke Rheinstrecke tussen Andernach en Mainz met treinstellen van het type Stadler AG Shuttle RS1.

## Aansluitingen
In de volgende plaatsen is of was er een aansluiting van de volgende spoorlijnen:

### Bingen

#### Bingen Hbf
- DB 2630, spoorlijn tussen Keulen en Bingen
- DB 3511, spoorlijn tussen Bingen en Saarbrücken
- DB 3515, spoorlijn tussen Bingen W220 en W162

#### Bingen Stadt
- DB 3569, spoorlijn tussen de aansluiting Büdesheim-Dromersheim en Bingen

### aansluiting Wasserwerk
- DB 3513, spoorlijn tussen de aansluiting Rochusberg en de aansluiting Wasserwerk

### Gau Algesheim
- DB 3512, spoorlijn tussen Gau Algesheim en Bad Kreuznach

### Ingelheim
- lijn tussen Frei Weinheim en Jugenheim-Partenheim

### Mainz

#### Mainz-Mombach
- DB 3525, spoorlijn tussen Mainz-Mombach en Mainz-Bischofsheim

#### Mainz Hbf
- DB 3520, spoorlijn tussen Mainz en Frankfurt
- DB 3521, spoorlijn tussen Mainz Hbf en de aansluiting Kaiserbrücke W703
- DB 3522, spoorlijn tussen Mainz en Mannheim
- DB 2523, spoorlijn tussen Morschheim en Mainz
- DB 3524, spoorlijn tussen Mainz Hbf en Mainz Zollhafen
- DB 3527, spoorlijn tussen Mainz Hbf en de aansluiting Kaiserbrücke W702

## Elektrische tractie
Het traject werd in 1959 geëlektrificeerd met een spanning van 15.000 volt 16⅔ Hz wisselstroom.